# Porta San Giovanni (San Gimignano)
La Porta San Giovanni è la porta più importante nelle mura di San Gimignano.

## Storia e descrizione
Situata nel punto più a sud era lo storico accesso per chi proveniva da Siena lungo la variante della via Francigena che passava per San Gimignano.
Fu completata nel 1262 ed è la più maestosa delle porte sangimignanesi. Caratterizzata da un arco ribassato in stile senese, ha una guardiola superiore aggettante, che si appoggia alla muratura inferiore con una serie di beccatelli decorato da archetti pensili trilobati.
A fianco della porta erano state addossate le navate della chiesetta della Madonna dei Lumi, eretta nel 1601 e parzialmente demolita nel 1922 per sgombrare la via che ne era in parte ostruita. Il campanile della chiesa è comunque visibile dall'esterno della porta.
Davanti alla porta si trova il piazzale dei Martiri di Montemaggio, dove anticamente sorgeva il distrutto convento di San Francesco.

## Galleria d'immagini

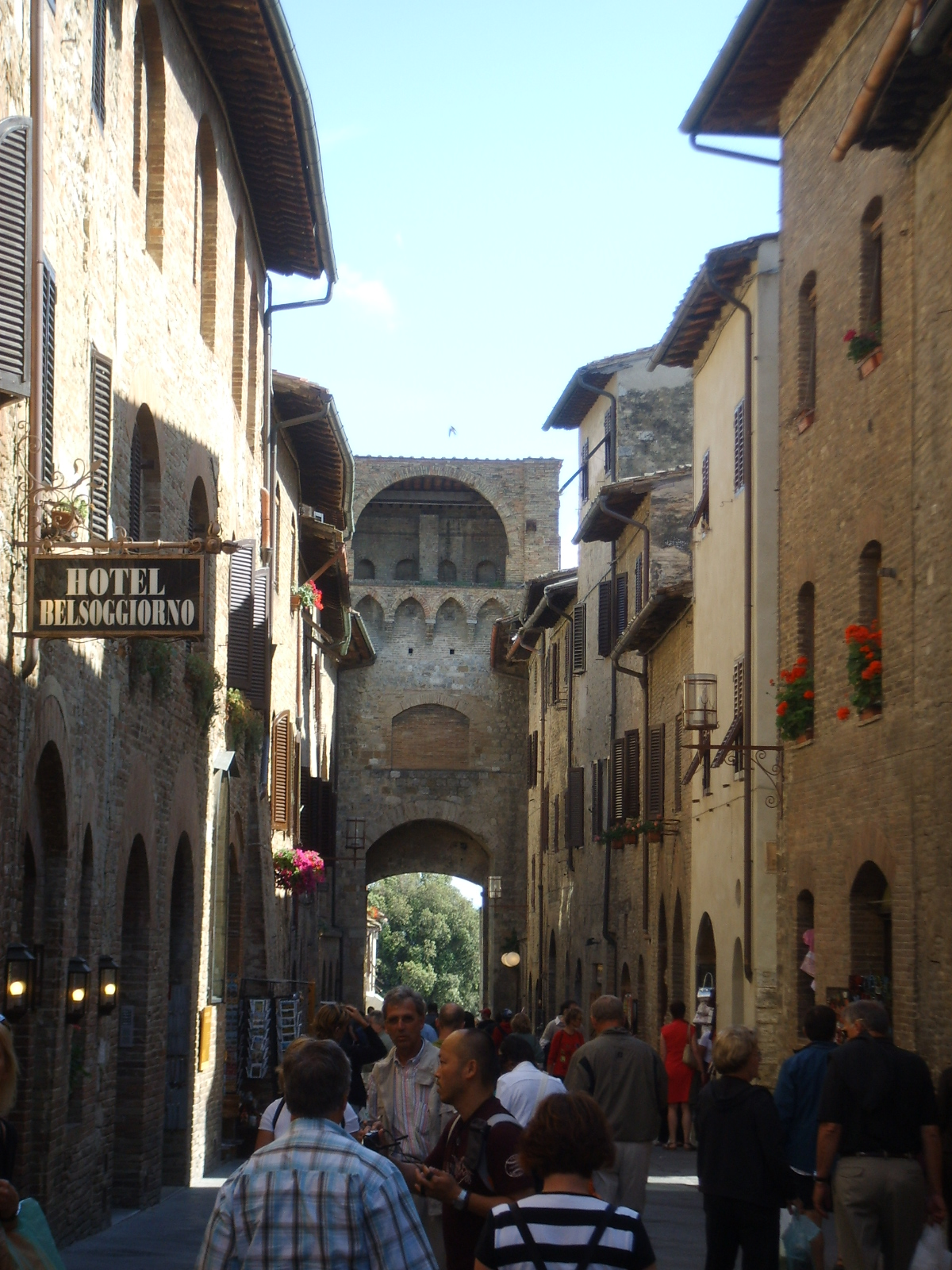
La porta vista dall'interno della città
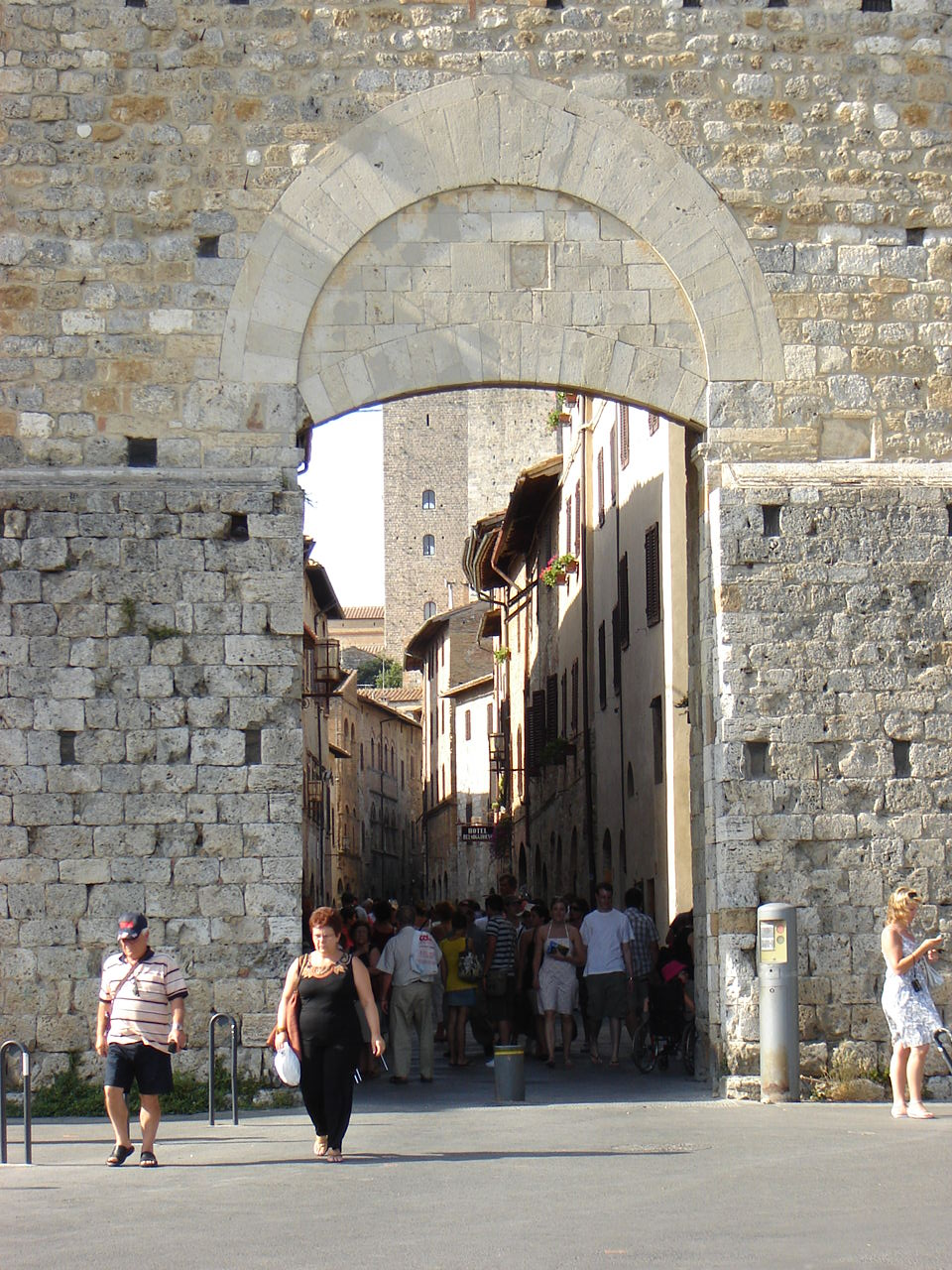
Particolare dell'arco ribassato